# 鉢伏山上駅
鉢伏山上駅（はちぶせさんじょうえき）は、兵庫県神戸市須磨区西須磨にある、山陽電気鉄道須磨浦ロープウェイの駅。同路線の終点である。

## 歴史
- 1957年（昭和32年）9月18日：開業。
- 1989年（平成元年）7月5日：須磨浦遊園株式会社に移管。
- 2019年（令和元年）12月1日：山陽電気鉄道に再度移管。
- 2020年（令和2年）11月4日：リニューアル工事のため営業休止。
- 2021年（令和3年）3月25日：営業再開。

## 駅構造
頭端式ホーム1面2線を持つ地上駅で、階段状になっている。

## 駅周辺
- 須磨浦山上遊園
  - カーレーター

## 隣の駅
山陽電気鉄道
須磨浦ロープウェイ
須磨浦公園駅 - 鉢伏山上駅